# خلیج

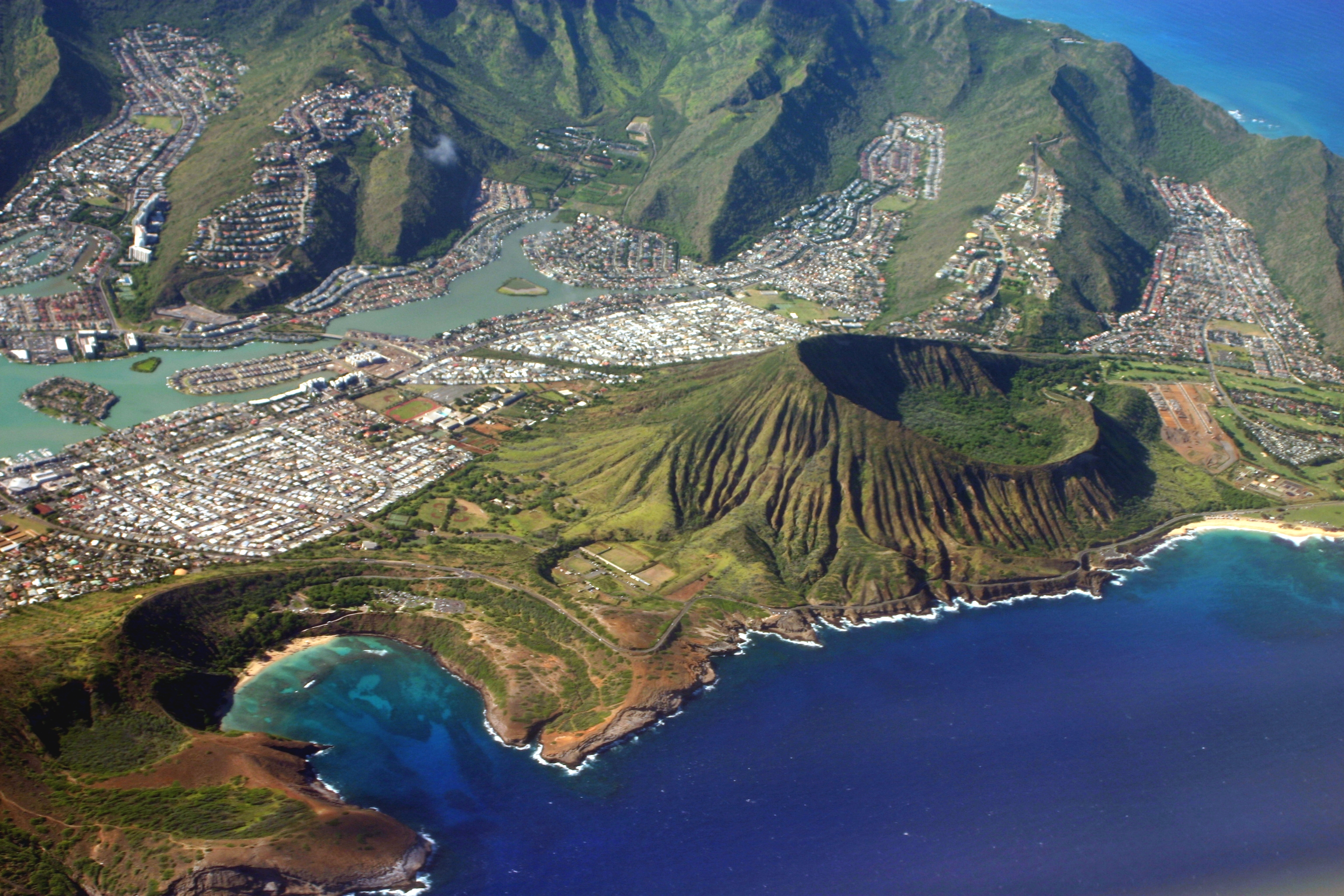
خلیج اوهایو و یک خور (جغرافیا) به شکل دایره در ساحل آن

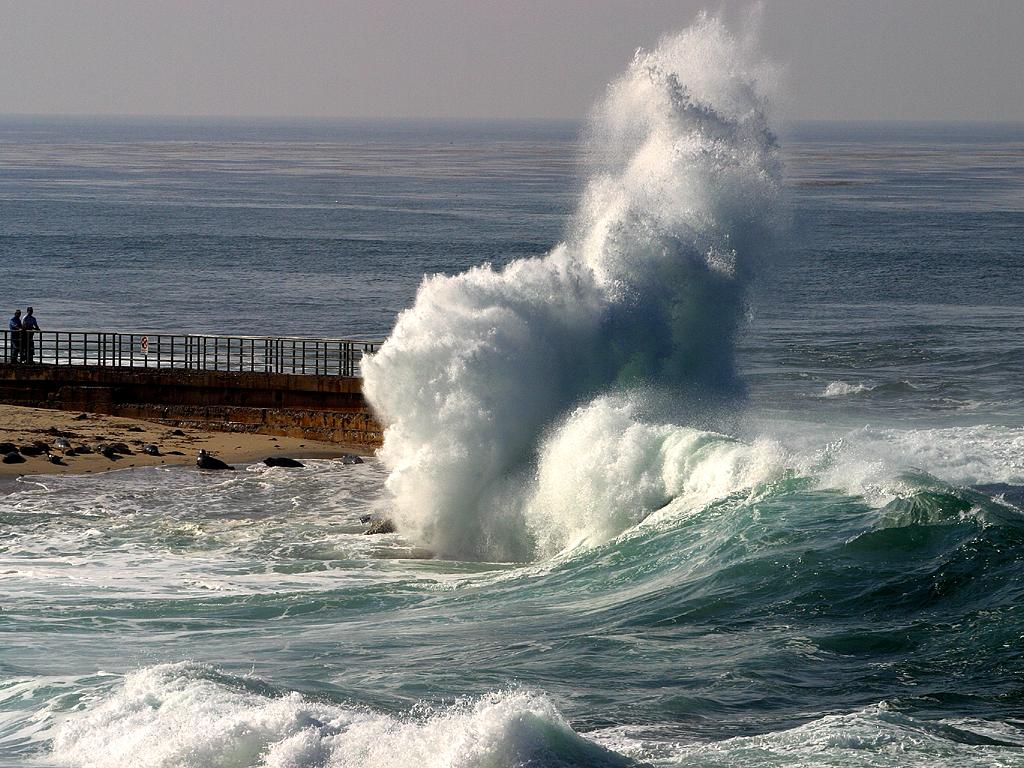
موجی که در خلیج سانتا کاتالینا به موج‌شکن برخورد می‌کند

خلیج  یا شاخاب بخشی از دریا است که به مقدار بسیاری در خشکی پیش رفته باشد. همچنین، به خلیج کوچکی که آب تنها مقدار کمی در خشکی پیش رفته باشد، خور گفته می‌شود. یک حوزهٔ غیرطبیعی که ساختهٔ دست بشر است را نیز  کَنداب گویند که نام آن برگرفته از چالهٔ کنده‌شده است و پر کردن آب در درون آن به دست بشر می‌باشد.

## بزرگ‌ترین خلیج‌ها
بر پایهٔ پژوهش‌های دانشمندان، خلیج هادسون، خلیج مکزیک و خلیج فارس بزرگ‌ترین خلیج‌های دنیا از دید استراتژیک، موقعیت و... می‌باشند.

## نگارخانه

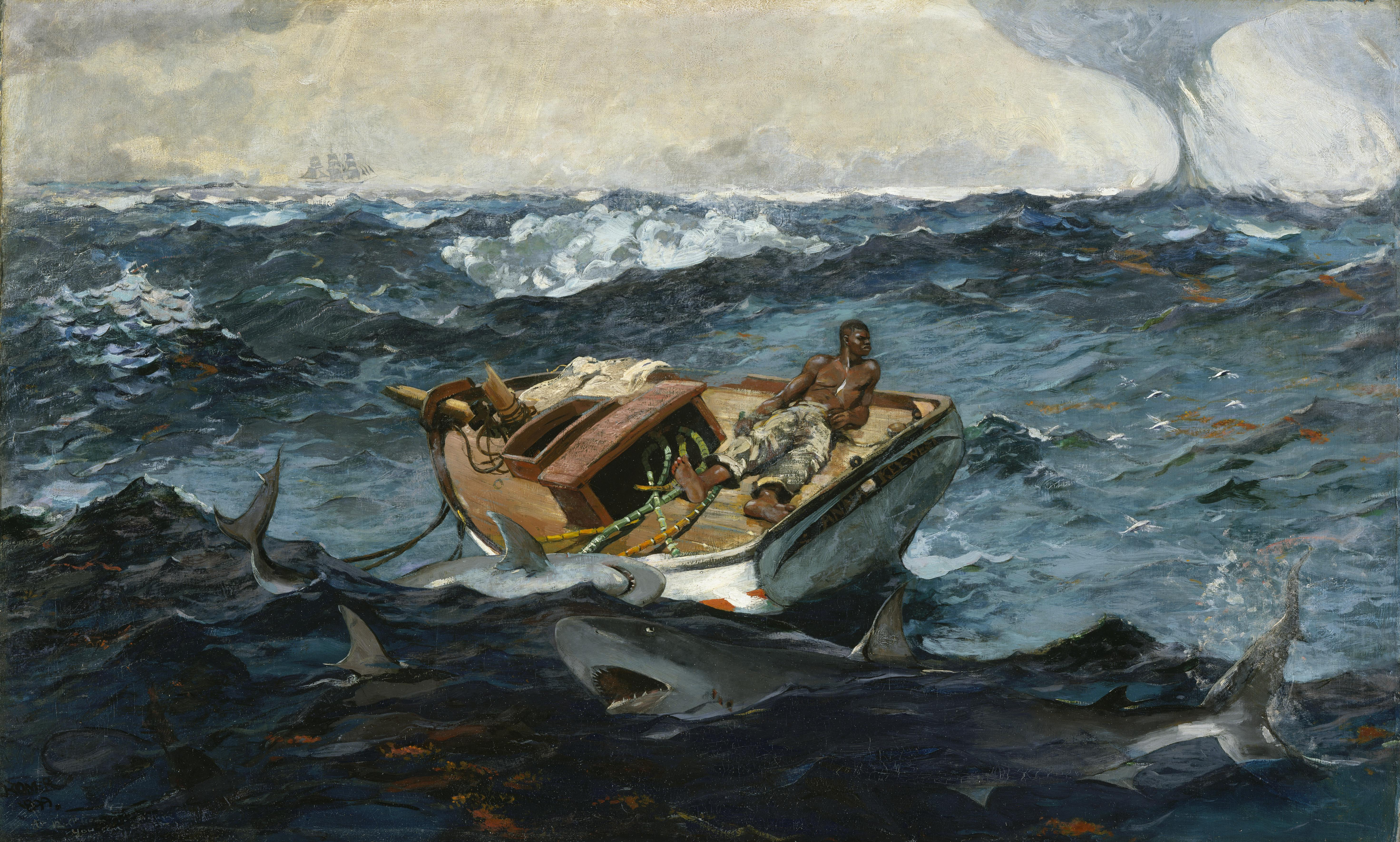
جریان خلیج اثر وینسلو هومر